# 陈元直 (1917年)
陈元直（1917年—2008年），男，回族，湖北武汉人，中国编辑家、出版家，机械工业出版社原社长、总编辑，首届韬奋出版奖获得者。